# 3497 Innanen
3497 Innanen (1941 HJ) là một tiểu hành tinh vành đai chính do Liisi Oterma phát hiện tại Turku ngày 19.4.1941.